# Astor Row (Manhattan)
Astor Row es el nombre dado a la calle 130 en el barrio de Harlem en Nueva York. se encuentra entre la Quinta Avenida y el Malcolm X Boulevard. Su nombre viene dado por las hileras de casas («rows» en inglés) alineadas en la parte sur de la calle. Su arquitectura es original: poseen un porche de madera y se parecen a las de Savannah. Fueron construidas por el arquitecto Charles Buek entre 1880 y 1883, sobre un terreno comprado por John Jacob Astor en 1844 por 10000 dólares. Se mantuvieron en el patrimonio de la familia Astor hasta 1911. En 1932, Father Divine, el reverendo fundador de Father Divine's International Peace Mission Movement, vivía en la parte norte de la calle. Con la decadencia del barrio (1930-1980), las casas se fueron dejando abandonadas. En 1981, la municipalidad clasificó las casas como  landmarks y entregó fondos para restaurar sus fachadas y modernizarlas. En 1992, Ella Fitzgerald ofreció un concierto en el Radio City Music Hall para conseguir más financiamiento. La restauración acabó a finales de los 90.